# 太陽と鉄
『太陽と鉄』（たいようとてつ）は、三島由紀夫の自伝的随筆・評論。三島自身は、「告白と批評との中間形態」としている。主に自らの肉体と精神、生と死、文と武を主題に書かれたもので、三島の文学、思想、その死（三島事件）を論じるにあたり重要な作品である。刊行に際しては、終章として自衛隊の戦闘機「F104機」に搭乗し、成層圏を超音速飛行した経験の随筆と長詩を付加している。〈太陽〉との2度の出会い（昭和20年の夏の敗戦と昭和27年の海外旅行体験）を通じて「思考」が語られ、〈鉄〉はボディビルの鉄塊の重量（肉体をあるべきであつた姿に押し戻す働き）」として「筋肉」との関連で語られている。

## 発表経過
1965年（昭和40年）、同人季刊雑誌『批評』11月号から1968年（昭和43年）6月号まで10回連載された。その後、1968年（昭和43年）、文芸雑誌『文藝』2月号に掲載された随筆「F104」（のち「太陽と鉄 エピロオグ―F104」）と、1967年（昭和42年）3月14日に即興で執筆していた長詩「イカロス」を終章として加え、1968年（昭和43年）10月に講談社より単行本刊行された。
翻訳版はジョン・ベスター訳（英題：Sun and Steel）をはじめ、イタリア（伊題：Sole e acciaio）、フランス（仏題：Le soleil et l’ acier）、ポルトガル（葡題：Sol e aço）、中国（中題：太陽與鐵/太阳与铁）などで行われている。

## 作品成立・背景
三島由紀夫は『太陽と鉄』を、「甚だ長い時間をかけて書き、自分の文学と行動、精神と肉体の関係について、能ふかぎり公平で客観的な立場から分析したもの」だとし、「この〈公平〉といふこと、肉体と精神の双方に対して〈公平〉であるといふ態度ほど、日本知識人にとつて難解な態度はないらしく、このエッセイに深甚な関心を示されたのは、虫明氏や秋山駿氏や少数の人だけであつた」と残念がりながら、以下のように語っている。
また自著『作家論』の「あとがき」では、その書と共に『太陽と鉄』を、「私の数少ない批評の仕事の二本の柱を成すものと考へられてよい」と述べている。

## 内容・あらまし

### 太陽と鉄
世の通常の人と違い、幼時から「言葉」の「腐食作用」に「現実」が蝕まれ、肉体的な存在感というものに欠けていた「私」（三島由紀夫）は、「現実・肉体・行為」を他者の側に置いていた。その二律背反は誤解や仮構であったが、「私」はずっと「あるべき肉体」、「〈肉体〉の言葉」を渇望していた。
敗戦の日の〈太陽〉の「死のイメージ」から、〈太陽〉から肉体の恵みを受けるとは思っていなかった「私」だったが、世界旅行（『アポロの杯』）の船上で〈太陽〉と「和解」して以来、自身の「家屋」（自我）を取り巻く「果樹園」（肉体）を〈太陽〉と〈鉄〉で耕し、遅れながらもようやく、存在と行為の感覚を体得し、「肉体の言葉」を学んだ。そして「私」は、神輿担ぎの肉体的な苦痛の中で見上げた「集団的視覚の一片」である「青空」の澄明を見て、〈悲劇的なもの〉の本質が、「平均的な感受性が或る瞬間に人を寄せつけぬ特権的な崇高さを身につけるところ」に生じ、「悲劇」「全的な存在」に参加することで初めて「感受性の普遍性」、他者と同一性を掴むことができるのを知った。
ボディビルで肉体が鍛錬されるにしたがって、言葉が抽象化の機能を持つように、筋肉にも、「われわれが通例好加減に信じてゐる存在の感覚」を噛み砕き、それを「透明な力の感覚」に変化させる「抽象性」を帯びることを「私」は看取した。その力の感覚の先には、言語表現（想像力で〈物〉を作る）の対極にある「実在」が潜んでいた。それは「私」を見返す「敵」であり、「敵」（見返す実在）とは、究極的には「死」に他ならなかった。「私」（三島）は明晰な意識で「死」を捉えようとする。
文学（芸術）の世界において「私」が練磨した「文体」は、胸を張った軍人のような「式典風な荘重な歩行」を保つ「筋肉的な装飾」の文体であった。姿勢を崩さねば見えない真実があることは知っているが、それは他人の文体に委せておけばよかった。行動の世界においては、「文」（芸術）の反対の「武」の原理である「充溢した力や生の絶頂の花々しさや戦ひの意志」の倫理を希求し、「文武両道」の理念を「私」は夢みた。
自衛隊体験入隊の訓練において、「言葉の要らない幸福」を得た「私」は、その一瞬で瓦解する「完璧な存在感」が、言葉でなく「筋肉」を以てしか保障されないことを知り、見るだけでは触れえない「存在感覚の根本」との距離を埋めて、「存在の確証」を得たいと願ったとき、「自意識と存在との間の微妙な背理」が「私」を悩ませた。「私」は破壊される林檎の運命を身に負うていた。
言葉はいくら破壊的な装いをしていても、「生存本能」と関わり、「私」が〈生きたい〉と望んだ時、回復術として有効に使用されたのだ。いまや「私」は行動の「修羅道」に入っていたが、それは一方では「言葉に無垢の作用のみ」を見ていた少年時代の幸福への「復元」でもあり、「私」の「黄金時代への回帰」でもあったのだ。戦争中の少年の「私」は、言葉の世界に放蕩していたが、それでも同時に〈終り〉を認識していたことは確かである。
「私」は特攻隊の遺書を江田島の参考館で読み、精神が〈終り〉（死）を認識した時、その精神にとって「言葉」がどう作用するのかを見た。特攻隊の美しい二種の（口ごもる、あるいは既成の簡潔な成句に託した）遺書に比して、「私」の言葉は「芸術性」に犯されていたが、〈終り〉を認識していたことに同一性があったといえまいか。「私」の精神は再び、〈終り〉を認識しなければ、「真の自由」はないのである。
「私」が逃したのは「集団の悲劇」だった。肉体的な能力に欠けていた「私」は、いつもそこから拒まれているように感じていたが、今や「私」は集団の一人として〈同苦〉の概念を得て、「神聖な青空」を見た。「集団といふものは肉体の原理にちがひない」と「私」が幼時に直感していたことは正しかったのである。「私」はすでにあの時から、「個性の閾」を越えた「集団の意味」に目覚める日の到来を予見していたのかもしれない。

### エピロオグ――F104
地上において、じっと机上に向い「知的冒険」をし、「精神の縁」へと「虚無への落下の危険」を冒すとき、精神も、「肉体の縁」のような極度の肉体疲労の中に見える〈肉体のあけぼの〉と同様の「黎明」を垣間見ることがある。だがこの両者は似通うことはなかった。しかしどこかで繋がる筈である。
「肉体の縁」と「精神の縁」にだけ興味を寄せてきた「私」は、その二つが繋がる「運動の極みが静止であり、静止の極みが運動であるやうな領域」、「高い原理」を「死」だと考えていたが、それを神秘的にも捉えすぎていた。
酸素マスクをつけた「私」は或る日、銀色に輝くF104超音速ジェット戦闘機の気密室の中にいた。風防ガラスにふりそそぐ太陽の光の中、「私」は、危険な宇宙線に充ちた「超人間的な光り」である「裸かの光輝」に、「栄光の観念」を見る。「私」の心はのびやかであった。そのとき「私」は、地球を取り巻いている「蛇」を見た。

### イカロス
三島が創作したシンメトリカルな形式となっている抒情詩である。詩の前半部は、現実離反、昇天への願望、〈太陽〉への接近が語られている。前半の一部分は以下のようなものである。
後半部では、前半部を相対させて、昇天の欲望を「地」の仕組んだ「懲罰」と捉えられ、自己の「柔らかさ」（地上を嫌悪する弱い心）が墜落により、〈鉄〉と化した大地に打ちすえられる。最後の一節は以下のようになる。

## 文壇の反響
同時代評の反応としては、好意的に読み取るものと、否定的なものが混ざっている。虫明亜呂無は、三島の克己と忍辱の美学を高く評価し、秋山駿も、「そこにある言葉、あるいは精神が、他から何も借りないで、実に純粋にそれ自身の働きによって一つの空間を作っている」とし、ニーチェ風の「病者の光学」を看取して好意的に評している。その一方、森川達也は、肉体や存在の追及というテーマを描こうとした三島の意図は評価しながらも、そこに新しい発見が見出せないと評している。石川淳は、観念的な論理への危惧を呈して、『太陽と鉄』を「本朝ますらおの道の記」と述べている。
磯田光一は『太陽と鉄』に、芸術の本質と限界を悟った芸術家の宿命を看取し、「天皇への愛慕を叙情的に語れば、それが滑稽に見えるであろうこと」を自覚していた三島が文学で、戦時の「原体験を造形することだけ」では救われない地点にあり、『太陽と鉄』が「創作への懐疑」に彩られていることを鑑みて、「滑稽に堕することなく、しかも自己救済を達成するにはどうしたらよいか。それは“喜劇”ならぬ“悲劇”にふさわしいだけの肉体をもち、同時に「天皇」を無限遠のかなたに究極目的として設定することである」とし、以下のように考察している。

## 作品評価・研究
『太陽と鉄』は三島の思想や文学を語る上で、いくつもの重要な論点が含まれ、その内容には、三島の現実の死に関わるものがあるため、数多くの論究や分析がなされているが、三島の強い個性が表明されている作品ゆえに、その評価も好悪が分かれており、三島文学のバイブルとして熱烈な支持がある一方で、直に向き合わない言及も見られる。ドナルド・キーンなどは、『太陽と鉄』を解らないとし、「全体としては、なんともいえない不愉快な作品なんです」と述べている。
上野昻志は、『太陽と鉄』には「三島自身のことばと肉体についての思考が明確なかたちで対象化していて、あますところがない」とし、「読者に沈黙を強いるところがある」と述べている。比較的近年のものとしては、小杉英了が、肉体改造によって生命力を意識的に捉えた三島の軌跡を論究し、養老孟司は、言葉と身体が乖離しているために、逆に身体が追求される社会状況を、三島は先取りしていたと考察している。なお、英訳の出版が三島の自決直後であったために、海外でもかなりの反響を呼んだ。
田坂昂は、『仮面の告白』を「肉体の喪失篇」とするならば、『太陽と鉄』は「肉体の形成篇」であり、「両者はジャンルを異にしながらも、あたかも陰画と陽画のように、二十年の歳月をへだてて多くの点で照応している」とし、前者では〈集団の悲劇〉から、〈拒まれた者〉〈見る者〉であった三島が、後者では、「向う岸の〈与る者〉の側」に移行して、〈拒まれた者〉の孤独の目に映っていた〈至純の青空〉が、〈集団的視覚〉に映る〈初秋の絶対の青空〉になっていると考察しながら、「集団的陶酔」は、ニーチェのいう〈ディオニュソス的陶酔〉〈個体の破壊とその根源的存在との合一〉と等質のものだとし、以下のように論考している。
佐伯彰一は『太陽と鉄』を、三島が『私の遍歴時代』の中で述べていた〈現在の、瞬時の、刻々の死の観念〉 を中核とする三島の「メタフィシックスの首尾一貫した展開であり、見事な詩的結晶」だと評している。そしてそういった「超越的な飛翔の一つの詩的頂点」の謳い上げともいうべきものが、「エピロオグ」のF104搭乗体験の描写だとし、三島が「ほとんど一切を自意識しながら、壮絶な自死を敢行したと、呟かざるを得ない」としながら、「三島流ミスチシズムの精髄――少なくともその基本構造」は、『太陽と鉄』のうちに、「冷たいパトス」をもって、縦横に説き明かされ定着している」と佐伯は解説している。
西部邁は、「（保守派が）胸元にぶらさげる正義と名誉、そして人知れずその背中に負う虚無と自由」というテーマに「身を焦がした」のが三島だとし、様々な三島論に見られる、ホモセクシャル、マゾヒズム、ナルシシズム、タナトス、仮面だの素面だと、こねくり回した「過度に文学的な」論に疑問を呈し、〈無意識といふものは、絶対におれにはないのだ〉と安部公房に向って堂々と「意識の自己制御」を示していた三島にとっては、それら過度に文学的な「凡百の動機論はせいぜいのところその脇腹をかする程度の話」だとして、三島の政治的な側面を全く無視して「三島の晩年を文学的な視角からだけみるのは納得がいかない」としながら『太陽と鉄』を論じて、同意する部分と不同意の部分を分析して、以下のように語っている。
中野新治は、終章に付された長詩『イカロス』を、「三島の本質を解明に表現したものとして注目に価する」とし、その詩の形式や疑問符の数などの細かい点にまで「シンメトリカルへの希求」「形式美」が見られることを指摘しながら、それを、「人間の世界のありのまま＝混沌・無秩序への否定と嫌悪から成立するもの」と考察し、〈詩とは、陸に住んで空を飛びたかっている海の動物の記録である〉と言ったカール・サンドバーグや、『よだかの星』で「この世からの離脱・天上での永生を願った」宮沢賢治、『水中花』を吟じ、天を仰いでいた伊東静雄と、三島は「同じ資質を持つ者」だと考察している。
そして中野は、野口武彦が三島を「形而上的種族」と呼び、「その未生以前である時期に何ものかを見て網膜を強く灼かれた記憶を心の中に蔵していて、爾後、それと同程度に強烈な体験を求めて、或る形而上的彷徨に出発するという宿命を負う」性質を持つ種族と捉えて、三島に「アンジェリスム」（ロマン主義的人間の魂の輪郭）を看取していること に同意し、『イカロス』の後半で、〈彼方〉（太陽）への憧れの〈昇天の欲望〉が〈地〉が仕組んだ〈懲罰〉とされ「鉄板と化した大地でしたたかに打ちすえられる」という宿命の結末に、「三島の〈形而上的彷徨〉がこの上なく真摯なものであったこと」が明らかだとし、三島が「楯の会」を設立して自死に至ったことと、宮沢賢治が〈怒りの苦さまた青さ／四月の気層のひかりの底を／唾し　はぎしりゆききする／おれはひとりの修羅なのだ〉（『春と修羅』）と吟じ、自己を「天上から追放された〈修羅〉」と位置づけ、その行き場のない「青い怒り」を治めるかのように、「羅須地人協会」を設立し早世したことに「同質」を看取し、以下のように論考している。

## 映画化
- 『Mishima: A Life In Four Chapters』 1985年（昭和60年） 日本未公開
  - 製作会社；フィルムリンク・インターナショナル、アメリカン・ゾエトロープ、ルーカスフィルム。
  - 監督：ポール・シュレイダー。音楽：フィリップ・グラス。美術：石岡瑛子
  - 主演：緒形拳（三島由紀夫）
  - ※ 第4部「文武両道（harmony of pen and sword）」内で、「フラッシュバック（回想）」部分で自衛隊体験入隊、F104試乗の挿話部分をモノクロで映像化。『太陽と鉄』の抜粋を独白している。

## おもな収録刊行本

### 単行本
- 『太陽と鉄』（講談社、1968年10月20日） NCID BN12350049
  - 装幀：横山明。カバー（著者肖像写真）撮影：篠山紀信、玉井瑞夫）。クロス装。段ボール機械函（黒装白函）。灰色帯。150頁
  - 収録作品：「太陽と鉄」「エピロオグ――F104」
  - 初刷には、表紙の箔押しの星型図案の角度が異なり、白色段ボール機械函入のものもあり。
  - ※ のちにカバー（裏）写真、帯変更。
- 文庫版『太陽と鉄』（講談社文庫、1971年12月15日）
  - カバー装幀：亀倉雄策。解説：田中美代子。年譜作成：久保田芳太郎
  - 収録作品：「太陽と鉄」「エピロオグ――F104」「私の遍歴時代」
  - ※ のちカバー改装：横山明・依岡昭三
- 文庫版『F104――英霊の聲／朱雀家の滅亡』（河出文庫、1981年6月4日） 
  - カバー装幀：榛地和。カバーデザイン：粟津潔。全207頁。付録中に書影など写真4葉あり。
  - 収録作品：「F104」「英霊の聲」「朱雀家の滅亡」、付録「著者ノートにかえて」（「二・二六事件と私」（抄）、「後記（『朱雀家の滅亡』）」）
- 文庫版『太陽と鉄』（中公文庫、1987年11月）
  - カバー装幀：宮田雅之。解説：佐伯彰一
  - 収録作品：「太陽と鉄」「エピロオグ――F104」「私の遍歴時代」
- 文庫版『三島由紀夫文学論集 I』虫明亜呂無編（講談社文芸文庫、2006年4月）
  - 装幀：菊地信義。解説：高橋睦郎「批評の筋肉」。元版『三島由紀夫文学論集』（講談社、1970年）
  - 収録作品：「序文」「太陽と鉄」「小説家の休暇」「『われら』からの遁走」「私の中の『男らしさ』の告白」「精神の不純」「わが非文学的生活」「自己改造の試み」「実感的スポーツ論」「体操」「ボクシングと小説」「私の健康」「私の商売道具」
- 文庫版『近代浪漫派文庫42 三島由紀夫』（新学社、2007年7月）
  - カバー装幀画：パウル・クレー。旧かな遣い
  - 収録作品：「十五歳詩集」「花ざかりの森」「橋づくし」「憂国」「三熊野詣」「卒塔婆小町」「太陽と鉄」「文化防衛論」
- 『告白――三島由紀夫未公開インタビュー』（TBSヴィンテージ・クラシックス編、講談社、2017年8月）
  - 収録作品：生前未公開インタビュー（1970年2月19日実施のジョン・ベスターとの対談）[26]、「太陽と鉄」
  - あとがき：小島英人「発見のこと――燦爛へ」
- 文庫版『告白―三島由紀夫未公開インタビュー』（講談社文庫、2019年11月）
  - 収録作品： 同上
- 文庫版『太陽と鉄・私の遍歴時代』（中公文庫、新装版2020年1月）
  - カバー：自宅での三島の肖像写真。解説：佐伯彰一
  - 収録作品：「太陽と鉄」「エピロオグ――F104」「私の遍歴時代」「三島由紀夫最後の言葉」（聞き手・古林尚）
- ※英文版『太陽と鉄――Sun and Steel』（訳：ジョン・ベスター）（講談社インターナショナル、1970年。新装版2003年）

### 全集
- 『三島由紀夫全集 32巻（評論VIII）』（新潮社、1975年12月25日）
  - 装幀：杉山寧。四六判。背革紙継ぎ装。貼函。
  - 月報：ジョン・ネイスン「『午後の曳航』のころ」。《評伝・三島由紀夫32》佐伯彰一「三島由紀夫以前（その8）」。《三島由紀夫論7》田中美代子「美神の冒険」。
  - 口絵写真撮影：柿沼和夫
  - 収録作品：昭和40年3月から昭和42年3月の評論90篇。
  - ※ 同一内容で豪華限定版（装幀：杉山寧。総革装。天金。緑革貼函。段ボール夫婦外函。A5変型版。本文2色刷）が1,000部あり。
- 『決定版 三島由紀夫全集 33巻 評論8』（新潮社、2003年8月10日）
  - 装幀：新潮社装幀室。装画：柄澤齊。四六判。貼函。布クロス装。丸背。箔押し2色。
  - 月報：小島千加子「三島さんと音楽」。久保田裕子「三島由紀夫の海外における翻訳作品」。［思想の航海術8］田中美代子「筋肉の扉」
  - 収録作品：［評論］昭和39年4月から昭和41年2月まで（連載物は初回が）の評論126篇。「実感的スポーツ論」「反貞女大学」「太陽と鉄」「日本人の誇り」「危険な芸術家」「をはりの美学」ほか